# Fay Compton
Fay Compton, född 18 september 1894 i London, England, död där 12 december 1978, var en brittisk skådespelare. Compton var främst känd som teaterskådespelare, men medverkade även i över 40 filmer åren 1914–1970.

## Filmografi i urval
- 1927 – Robinson Crusoe
- 1947 – En natt att leva
- 1947 – Nicholas Nickleby
- 1948 – Kanske ett brott
- 1949 – Förbjudna gatan
- 1951 – Skratt i paradiset
- 1951 – Othello
- 1953 – I vinti
- 1954 – Faster Clara ärver
- 1963 – Det spökar på Hill House
- 1970 – Misstanken